# Johann Hoffmann
Johann Hoffmann (6. ledna 1908 – 30. listopadu 1974, Vídeň, Rakousko) byl rakouský fotbalista, útočník.

## Hráčská kariéra
Hrál v rakouské lize za SK Rapid Wien. S Rapidem získal v letech 1929 a 1930 rakouský titul a v roce 1930 i Středoevropský pohár. V československé lize hrál v ročníku 1935/36 za DSV Saaz, dal 1 ligový gól. Dále hrál ve Francii za RC Strasbourg Alsace a FC Sochaux, v roce 1938 získal s FC Sochaux francouzský titul. Za reprezentaci Rakouska nastoupil v roce 1929 v přátelském utkání proti Československu.

## Ligová bilance
| Ročník                        | Zápasy | Góly | Minuty | Klub     |
| ----------------------------- | ------ | ---- | ------ | -------- |
| Státní liga 1935/36           | 4      | 1    | 360    | DSV Saaz |
| CELKEM 1. československá liga | 4      | 1    | 360    |          |